# Dobroutov
Obec Dobroutov je vesnice v okrese Jihlava v kraji Vysočina, rozkládající se na české straně historické zemské hranice Čech a Moravy. Žije zde 309 obyvatel.

## Název
Název Dobroutov nejspíš vznikl přivlastňovacím jménem od osobního srbského jména Dobrút. V roce 1356 obec nesla název Dobrutow, 1547 Dobrautow, 1597 Daubrotow a roku 1654 Dobrautow.

## Historie
První písemná zmínka pochází z listiny Čeňka z Lipé z roku 1356. Obec patřila po staletí až do roku 1850 pod polenské panství. V roce 1620 projížděl na Moravu tehdejší král Bedřich Falcký, jel po obchodní stezce tehdy zvané „Královská“, v jejíž stopách dnes stojí silnice z Polné do Třebíče. V západní části obce dříve stávala tvrz, kde se před dobyvačnými nájezdníky ukryl Jiří z Poděbrad. V 19. století byla ves třetím největším sídlem na Polensku, po Polné a Nížkově. V roce[1826 zřídili v Dobroutově školu, roku 1903 místní občané založili sbor dobrovolných hasičů. Mlýn zvaný „Krcálek“ tu pracoval od nepaměti až do roku 1960, kdy byl uzavřen. O mlýnu se traduje pověst spojená s hastrmanem.
Po druhé světové válce se tu usídlil rumunský prapor, který spolu s Rudou armádou osvobozoval kraj a který po svém odchodu v obci zanechal památný rumunský kříž. Po únoru 1948 se muselo několik selských rodin z vesnice vystěhovat na rozkaz akčního výboru KSČ. Roku 1958 místní založili Jednotné zemědělské družstvo, jenž se v roce 1974 sloučilo s polenským JZD Vysočina. K obci ještě nedávno náležely dva domy v osadě Lipině (č. p. 9, nesoucí původně č.p. 60 a zadní polovina domu 1), které nyní náleží ke katastrálnímu území Jamné u Jihlavy. V letech 2001–2002 byl v obci zaveden plyn.

## Přírodní poměry
Dobroutov se nachází v hlubokém údolí 5,5 km jižně od Záborné, 5 km jihozápadně od Janovic, 4,5 km severozápadně od Zhoře, 2 km severně od Lipiny a 3,5 km jižně od Polné. Geomorfologicky je oblast součástí Hornosázavské pahorkatiny, konkrétně jejího podcelku Havlíčkobrodské pahorkatiny, v jejímž rámci spadá pod geomorfologický okrsek Přibyslavská pahorkatina. Průměrná nadmořská výška činí 517 metrů. Nejvyšší bod o nadmořské výšce 583 metrů leží východně od obce na okraji lesa Ochoz. Katastr obce zahrnuje největší lesní komplex na Polensku, Ochoz. Vsí se vine Zhořský potok, další potok, Ochozský, vytváří hranici mezi Dobroutovem a Zábornou. Na území obce se rozkládají čtyři rybníky, jeden z nich byl vybudován na návsi, další jsou v Ochozském lese, Horní Ochoz (též Prohled), Dolní Ochoz a Čihadlo. K obci náleží také hájenka v Ochozi čp. 74.

## Obyvatelstvo
Stojí zde 82 obytných domů, 70 z nich je trvale obydleno, ostatní slouží k rekreačním účelům. Podle sčítání 1921 zde žilo v 81 domech 467 obyvatel, z nichž bylo 227 žen. 464 obyvatel se hlásilo k československé národnosti. Žilo zde 464 římských katolíků a 2 příslušníci Církve československé husitské.
| Rok            | 1826 | 1836 | 1850 | 1869 | 1880 | 1890 | 1900 | 1910 | 1921 | 1930 | 1950 | 1961 | 1970 | 1980 | 1991 | 2001 | 2006 |
| Počet obyvatel | 459  | 490  | 504  | 506  | 517  | 500  | 472  | 469  | 467  | 470  | 353  | 303  | 267  | 246  | 216  | 234  | 260  |

## Obecní správa a politika

### Členství ve sdruženích
V letech 1869–1880 spadal Dobroutov pod okres Polná, v letech 1880–1961 pod okres Německý Brod (později Havlíčkův), od roku 1961 patří pod okres Jihlava.
Dobroutov je členem Dobrovolného svazeku obcí Mikroregionu Polensko a místní akční skupiny Českomoravské pomezí.

### Zastupitelstvo a starosta
Obec má sedmičlenné zastupitelstvo, v jehož čele stojí starosta Václav Vavroušek.
| Období    | Voliči | Účast v % | Mandáty | Výsledky        | Starosta         |
| --------- | ------ | --------- | ------- | --------------- | ---------------- |
| 2006–2010 | 197    | 68,53     | 7       | 4 KDU-ČSL 3 SNK | Václav Vavroušek |
| 2010–2014 | 198    | 74,75     | 7       | 4 KDU-ČSL 3 SNK | Václav Vavroušek |
| 2014–2018 | 209    | 40,67     | 7       | 7 KDU-ČSL       | Václav Vavroušek |

## Hospodářství a doprava
Funguje tu obchod se smíšeným zbožím Jednota, hostinec a společenský sál. Sídlí zde truhláři, zedníci, tesaři, kovoobráběči a stavební firma. Okolní půdu obdělává 6 soukromých rolníků a zemědělské družstvo z Polné. Dále zde sídlí firmy STROM-SPECI, s.r.o. a DOBROSOL družstvo. Škola se tady provozovala do roku 1978, teď v ní sídlí obecní úřad. Obec se nachází podél silnice II. třídy č. 351. Dopravní obslužnost zajišťuje dopravce ICOM transport. Autobusy jezdí ve směrech Jihlava, Polná, Arnolec a Měřín. Do katastru obce zasahuje plocha sportovního letiště Zhoř u Polné.

## Školství, kultura a sport
Místní děti dojíždějí do základní školy v Polné.

## Kultura a sport
K Dobroutovu se váže několik pověstí, jejichž zápis je uložen v archivu Klubu za historickou Polnou. Místní knihovna spadá pod Městskou knihovnu v Jihlavě. Sbor dobrovolných hasičů Dobroutov má tři družstva – muži, ženy a děti. V bývalém lomu na okraji vsi, kde se těžil durbachit a v 18. století údajně grafit, se nalézá sportovní střelnice Klubu vojáků v záloze.

## Pamětihodnosti
- Rumunský kříž – stojí uprostřed návsi, byl vystavěn rumunskými vojáky při jejich odchodu v roce 1945 jako připomínka jejich padlých spolubojovníků. Původní březový kříž nahradili trvalou imitací z ocelových trubek.
- Smírčí kámen – tyčí se ve středu návsi u potoka, pochází z 19. století, rozměry 75–55–18 cm, na kameni je vytesán kříž údajně na památku dvou francouzských vojáků zahynuvších při souboji o krásnou dívku.[5]
- dva lochy – nacházejí se na okraji obce ve stráni u lesa.
- Socha sv. Jana Křtitele – postavili ji na místě bývalé selské usedlosti u mostu přes Zhořský potok u silnice do Polné, vytvořil ji z pískovce v první polovině 18. století[6] polenský sochař Václav Viktor Morávek.
- Malby na splavu návesního rybníka – vytvořil je polenský výtvarník a učitel Josef Kos[5]
- Smírčí kámen nemá žádný určitý tvar, ale zarovnanou plochu, na níž je vyryt jetelový kříž. Tento kříž vyrobil bratr chlapce, který se v 60. letech 20. století utopil v místním potoce.[18]

## Osobnosti
Žil zde lesní inženýr a publicista František Kratochvíl (1906–1994).

## Galerie

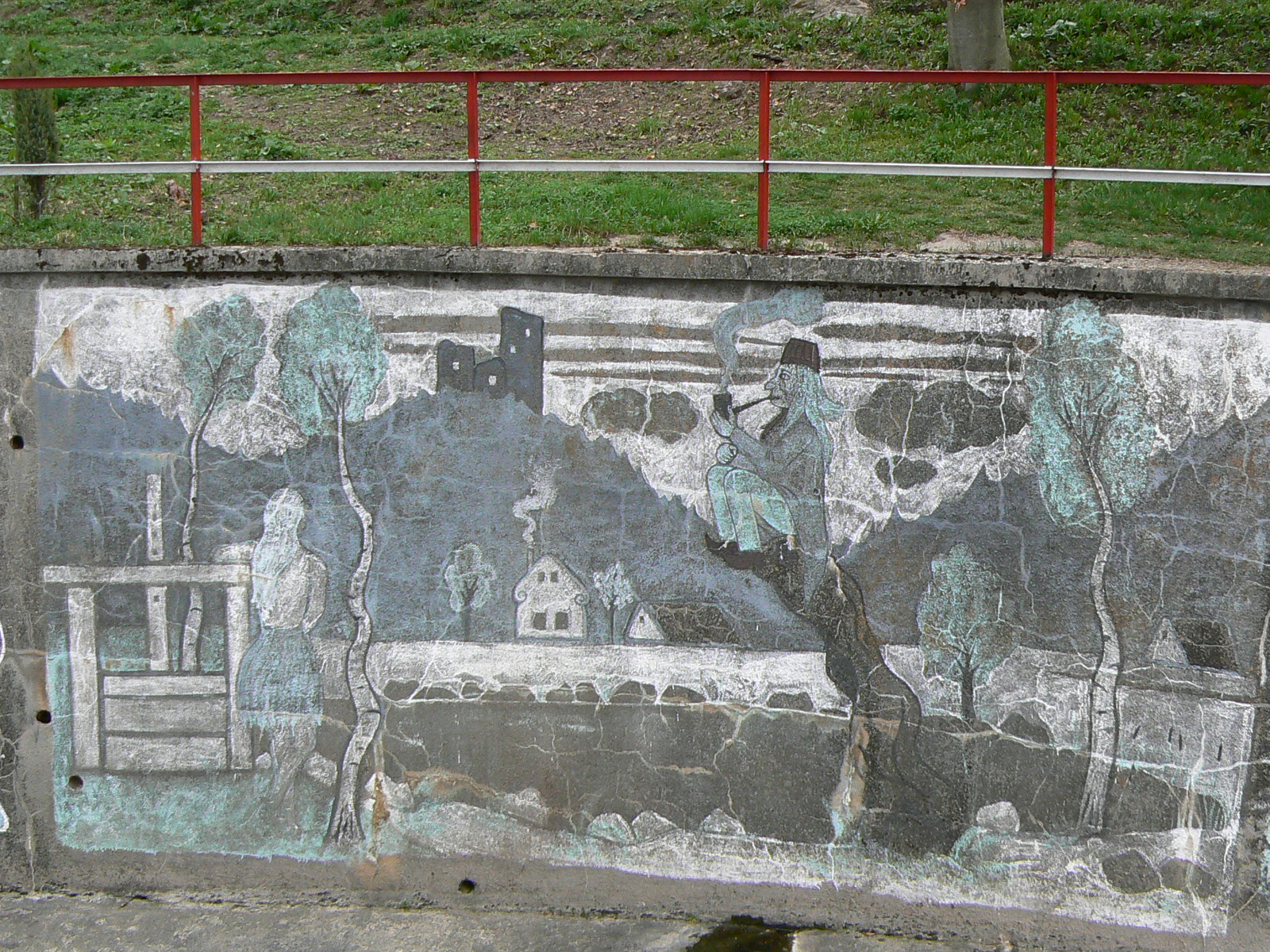
Malba na splavu návesního rybníka
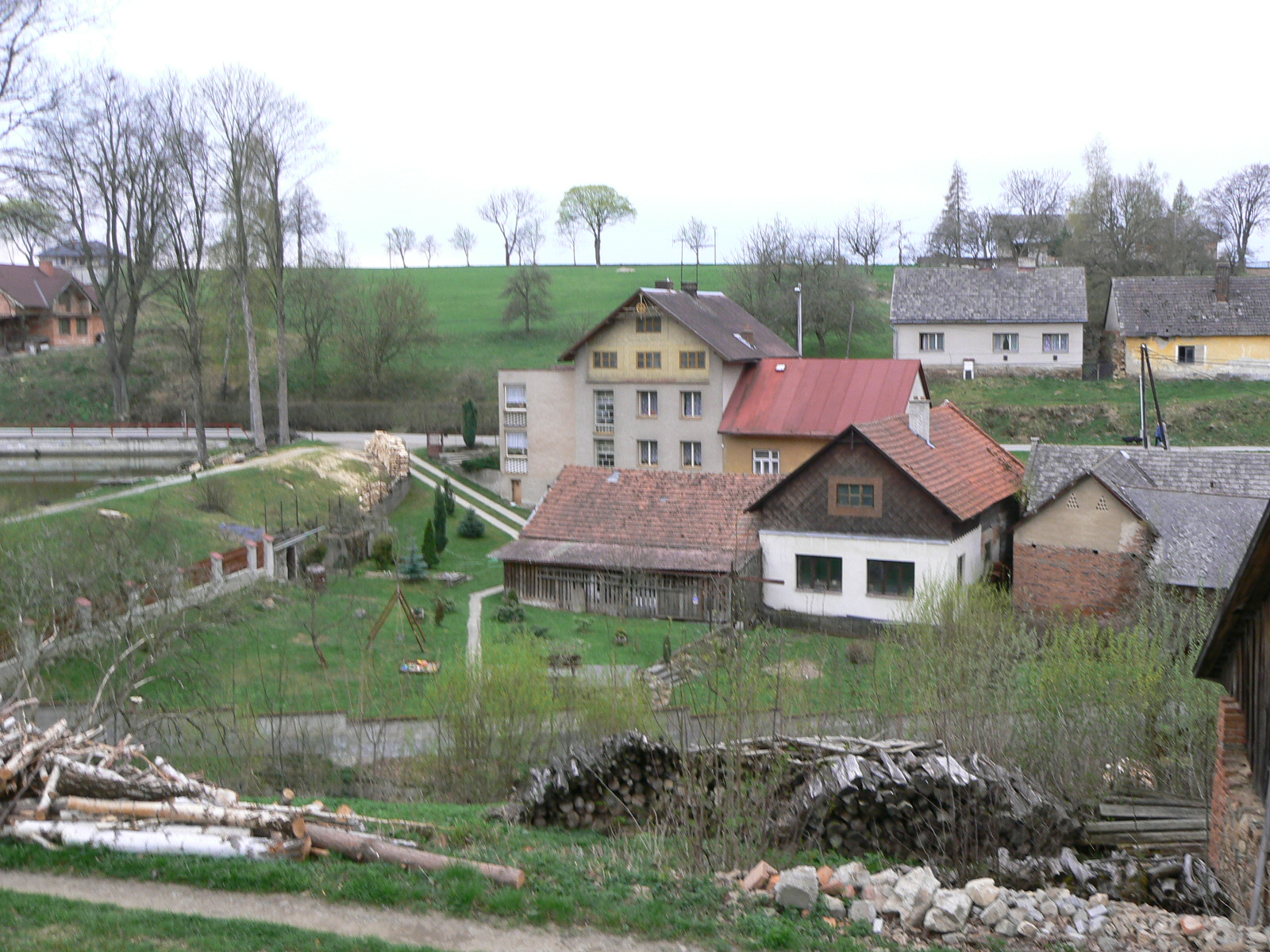
Mlýn
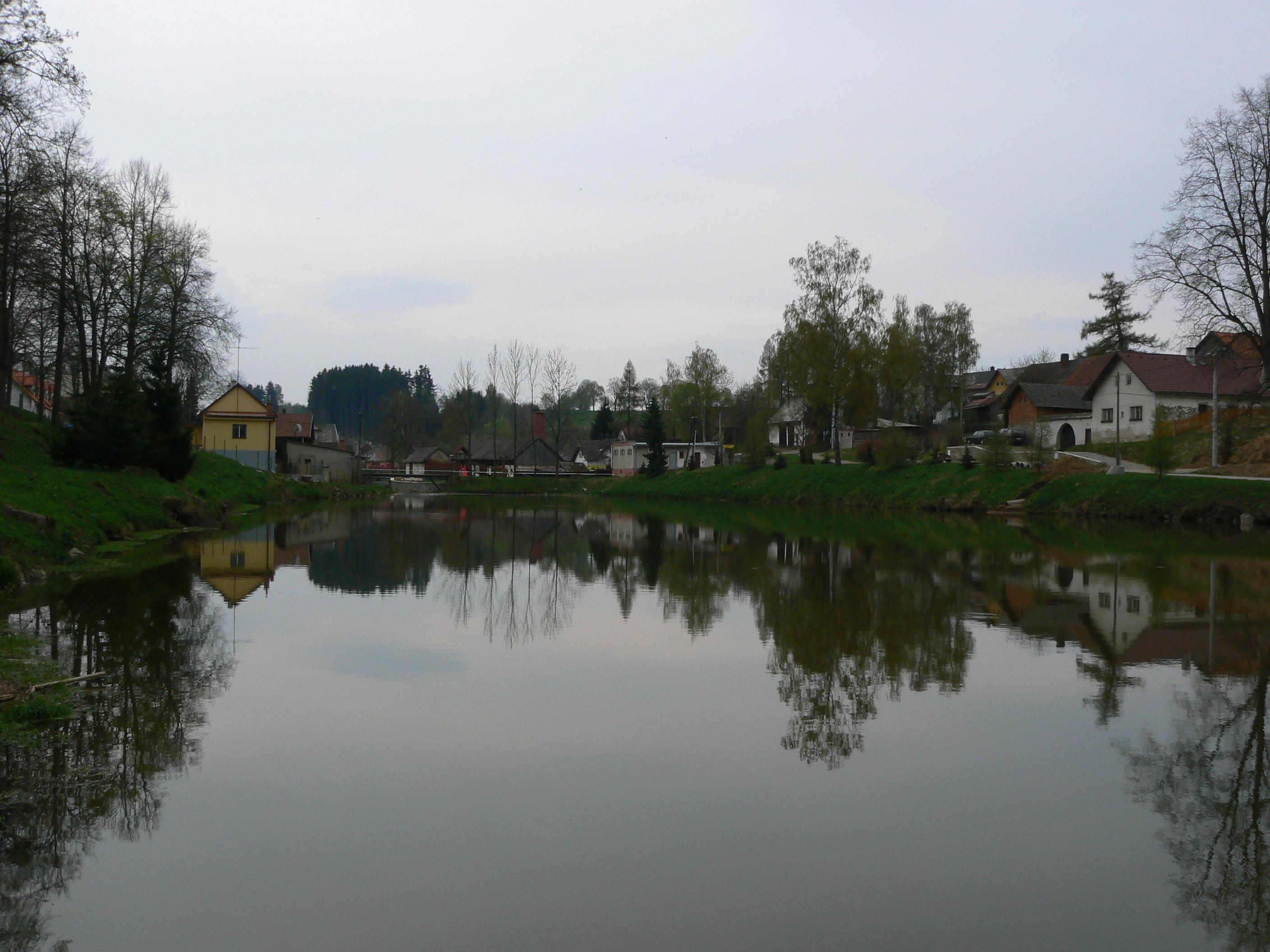
Rybník na návsi
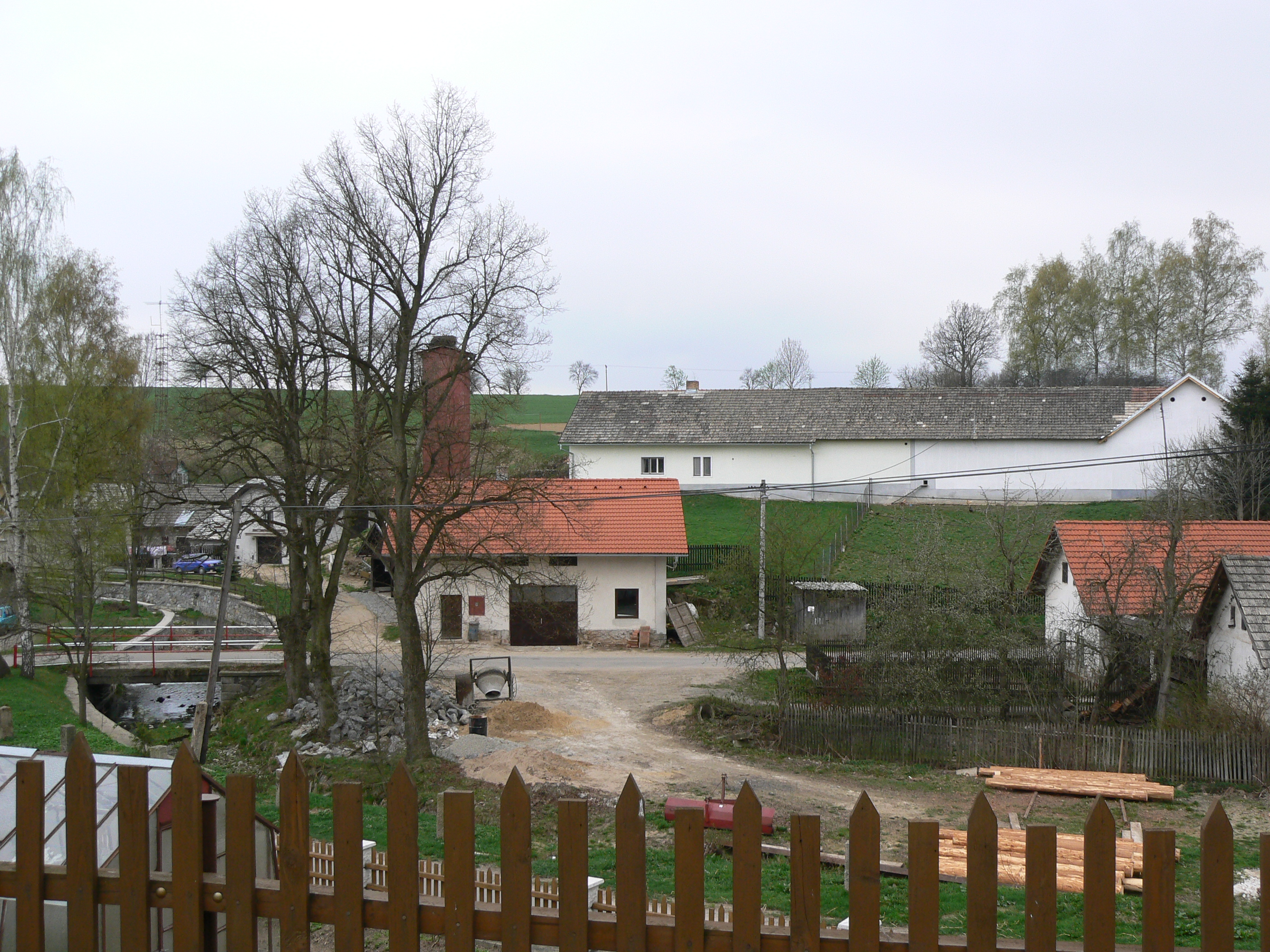
Hasičská zbrojnice
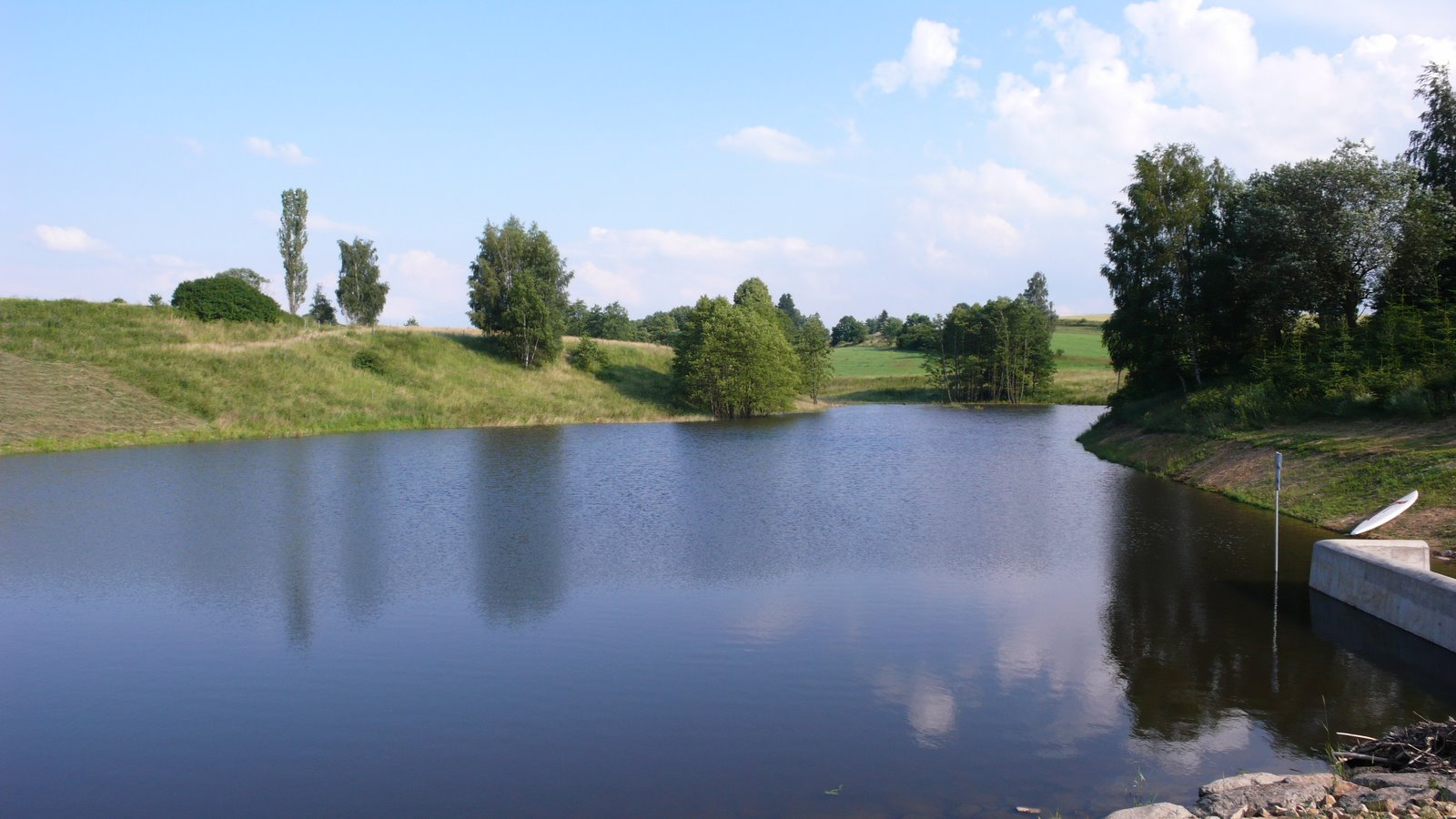
Nový rybník nad Dobroutovem
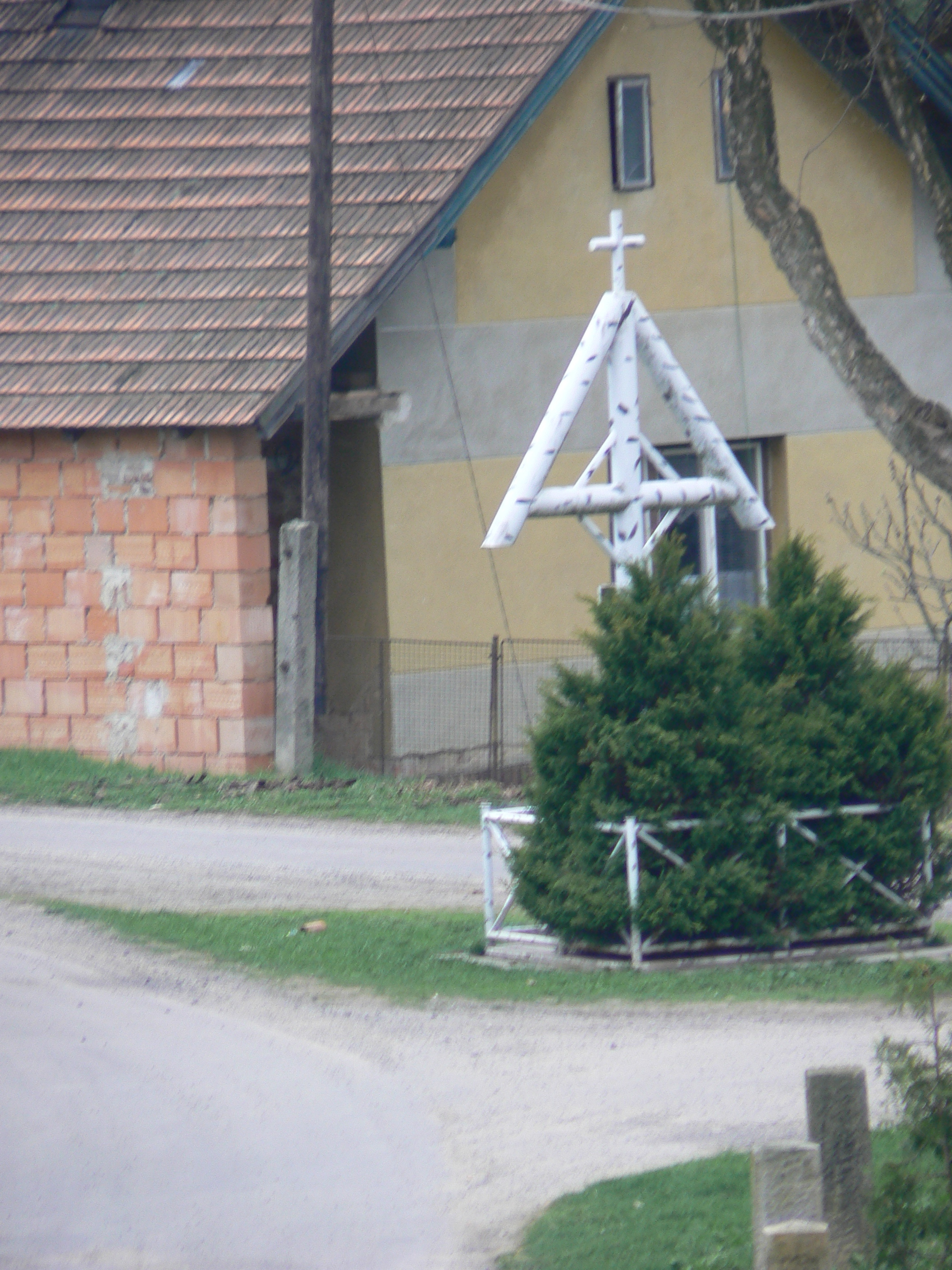
Rumunský kříž (pohled z druhé strany)